# Remedy (альбом)
Remedy — дебютный студийный альбом хаус группы Basement Jaxx, вышедший в 1999 году. Включает в себя синглы: Red Alert — одну из самых известных композиций Basement Jaxx, Rendez-Vu, Jump N' Shout и Bingo Bango. Этот альбом имеет рейтинг 88 на Metacritic. Диск входит в список 1001 Albums You Must Hear Before You Die.
Red Alert стал первым синглом Basement Jaxx, достигшим № 1 в США в 1999 году (Hot Dance Music/Club Play chart). Rendez-Vu позже в том же году достиг № 1 в этой категории и Bingo Bango стал третьим синглом забравшимся на верхнюю ступень чарта в следующем году.

## Список композиций
| №                   | Название            | Композиторы                   | Длительность |
| ------------------- | ------------------- | ----------------------------- | ------------ |
| 1.                  | «Rendez-Vu»         | Felix Buxton, Simon Ratcliffe | 5:45         |
| 2.                  | «Yo-Yo»             | Buxton, Ratcliffe             | 4:29         |
| 3.                  | «Jump N' Shout»     | Buxton, M. James, Ratcliffe   | 4:42         |
| 4.                  | «U Can't Stop Me»   | Buxton, Ratcliffe             | 3:40         |
| 5.                  | «Jaxxalude»         |                               | 0:35         |
| 6.                  | «Red Alert»         | Buxton, Ratcliffe             | 4:17         |
| 7.                  | «Jazzalude»         |                               | 0:23         |
| 8.                  | «Always Be There»   | Buxton, Ratcliffe             | 6:24         |
| 9.                  | «Sneakalude»        |                               | 0:11         |
| 10.                 | «Same Old Show»     | Buxton, Ratcliffe             | 5:55         |
| 11.                 | «Bingo Bango»       | Buxton, Ratcliffe             | 5:58         |
| 12.                 | «Gemilude»          |                               | 0:47         |
| 13.                 | «Stop 4 Love»       | Buxton, Ratcliffe             | 4:53         |
| 14.                 | «Don't Give Up»     | Buxton, Ratcliffe             | 5:15         |
| 15.                 | «Being with U»      | Buxton, Ratcliffe             | 3:49         |
| Общая длительность: | Общая длительность: | Общая длительность:           | 57:03        |

Japan bonus tracks
| №  | Название                      | Композиторы       | Длительность |
| -- | ----------------------------- | ----------------- | ------------ |
| 1. | «Miracles Keep On Playin'»    | Buxton, Ratcliffe |              |
| 2. | «Chao Chaos» (Apple Jaxx mix) | Buxton, Ratcliffe |              |

## Участники записи
- Felix Burton — продюсер
- Simon Ratcliffe — вокал, различные инструменты, продюсер